# Kuchnie Królewskie na Wawelu
Kuchnie Królewskie – pierwotnie jednopiętrowy ceglany budynek na planie kwadratu zbudowany do 1518 roku pomiędzy Wieżą Lubranką a Rotundą św. Feliksa i Adaukta na wzgórzu wawelskim w Krakowie. Obecnie określa się tak zespół budynków połączonych ze sobą w 1806 roku i kilkukrotnie potem przekształcanych. Kuchnie znajdowały się na zachód od Wieży Lubranki przy Zamku Królewskim.

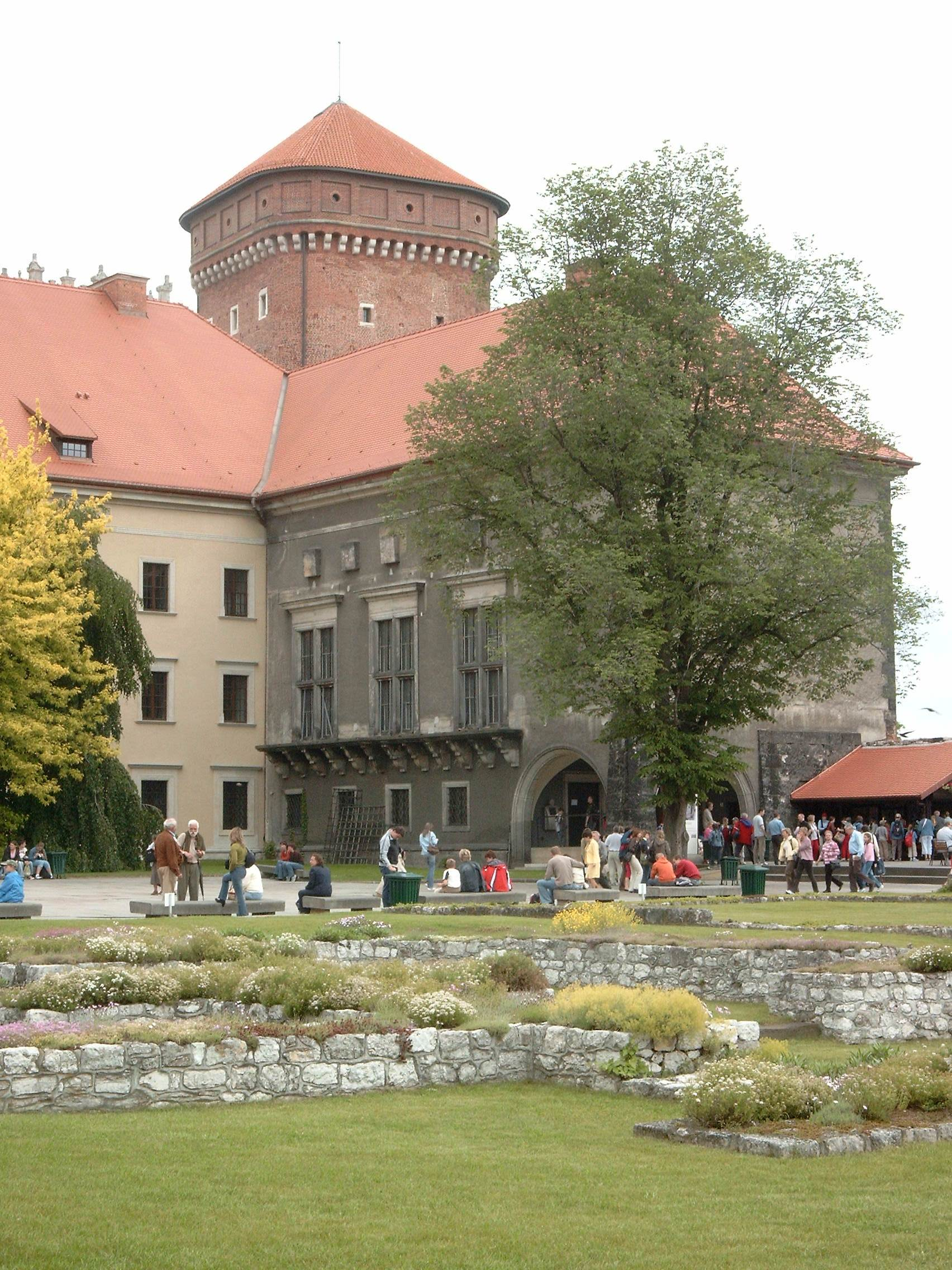
Kuchnie Królewskie na Wawelu zbudowane w 1940, tuż przed przebudową. W tle widoczna jest Baszta Senatorska.

## Historia
Kuchnie królewskie wzniesiono w latach 1516–1517 przygotowując wesele Zygmunta I Starego z Boną Sforza. Jednopiętrowy ceglany budynek Kuchni miał na parterze 4 izby z wielkimi piecami kuchennymi, a na piętrze okapy pieców i mieszkania kucharzy. Na północ od Kuchni znajdowały się też Rotunda NMP, mieszkanie podrzęczego wielkorządcy krakowskiego („Podrzęctwo”) oraz mieszkanie klucznika (przy bramie wjazdowej). W XVIII wieku powstała w pobliżu także jednopiętrowa Wozownia Królewska. W 1806 roku Austriacy zburzyli Podrzęctwo i scalili ze sobą Kuchnie, Wozownię królewską i Rotundę Najświętszej Marii Panny, nadbudowując je o wspólne drugie piętro i przeznaczając całość na lazaret wojskowy. W połowie XIX wieku zbudowano dwupiętrową loggię od południa. W 1918 roku od strony dziedzińca arkadowego przekształcono elewacje Kuchni według projektu Szyszko-Bohusza, która to forma przetrwała do dzisiaj. W czasie okupacji niemieckiej, przebudowano Kuchnie od strony dziedzińca zewnętrznego w latach 1940–1943 na biura generalnego gubernatora Hansa Franka. Budynek z lat okupacji niemieckiej -ze względu na inne priorytety konserwatorów- jako jedyny na Wawelu był zaniedbany i niszczał w związku z tym gruntownie go wyremontowano i przebudowano dopiero w latach 2005–2007 według projektu arch. dr. Jan Wrana, Piotra Stępnia i Marii Kowalczyk m.in. likwidując balkon na ryzalicie zachodnim i dwa pozostałe balkony, wysokie zachodnie i wschodnie okna w ryzalicie wschodnim, zmieniając tynk i jego fakturę oraz wymieniając dach na nowy.
Obecnie mieści się tu wystawa Wawel Zaginiony oraz biura dyrekcji muzeum i pracownie naukowo-konserwacyjne, a także Sklep Firmowy Mennicy Polskiej.

## Architektura
Obecnie po przekształceniach z XX wieku budynek ma 4 kondygnacje. Składa się z trzech skrzydeł wokół dziedzińczyka. Budynek z 1940 zbudowano w stylu nawiązującym do renesansu niemieckiego. W 2005 dokonano jego przebudowy. Zlikwidowano charakterystyczne wielkie okna, trzy balkony i wysokie drzwi wewnątrz. Dawna sala posiedzeń została przebudowana poprzez jej obniżenie i podział na dwie kondygnacje. Odnowiono dach i tynk. Dodano trzy lukarny na dachu. Budynek ma kolumnadę przypominającą XIX-wieczny neorenesansowy budynek Feldherrnhalle w Monachium. Przebudowa budynku dokonana w 2005 była gruntowna i zatarła ślady niemieckiej architektury na Wawelu. Budynek zyskał skromniejszy wyraz i stracił swoją monumentalność.